# Врбінський потік
Врбінський потік (словац. Vrbinský potok) — річка; ліва притока Доброчського потоку, протікає в окрузі Лученець.
Довжина приблизно 8,5—9,3 км. Витік знаходиться в масиві Сільянська Полонина — на висоті приблизно 870 метрів.
Протікає територією сіл Котманова і Доброч.. Впадає  у Доброчський потік на висоті приблизно 270 метрів.